# Poursay-Garnaud
Poursay-Garnaud ist eine französische Gemeinde mit 312 Einwohnern (Stand: 1. Januar 2022) im Département Charente-Maritime in der Region Nouvelle-Aquitaine (vor 2016: Poitou-Charentes); sie gehört zum Arrondissement Saint-Jean-d’Angély und zum Kanton Matha (bis 2015: Kanton Saint-Jean-d’Angély). Die Einwohner werden Garnaudiens und Garnaudiennes genannt.

## Geographie
Poursay-Garnaud liegt etwa 70 Kilometer ostsüdöstlich von La Rochelle in der Saintonge. Umgeben wird Poursay-Garnaud von den Nachbargemeinden Vervant im Norden und Nordosten, Les Églises-d’Argenteuil im Osten und Nordosten, Varaize im Süden, Saint-Julien-de-l’Escap im Südwesten sowie Courcelles im Westen und Nordwesten.

## Bevölkerungsentwicklung
| Jahr                      | 1962 | 1968 | 1975 | 1982 | 1990 | 1999 | 2006 | 2013 | 2020 |
| Einwohner                 | 217  | 236  | 212  | 228  | 236  | 238  | 282  | 306  | 315  |
| Quelle: Cassini und INSEE |      |      |      |      |      |      |      |      |      |

## Sehenswürdigkeiten
Siehe auch: Liste der Monuments historiques in Poursay-Garnaud
- Kirche Notre-Dame-de-l’Assomption aus dem 12. Jahrhundert, Fassade seit 1949 als Monument historique eingeschrieben
- Wassermühle

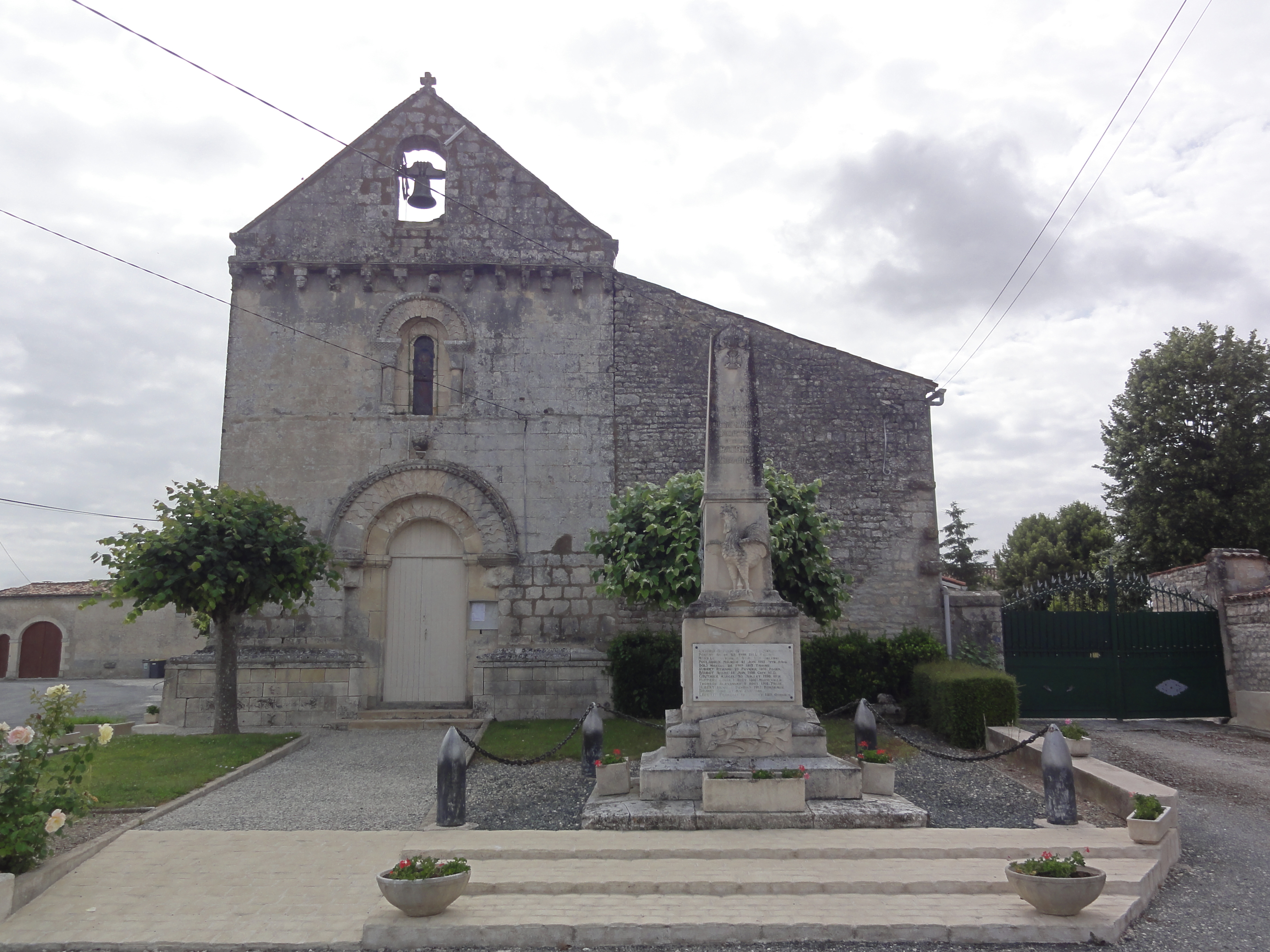
Kirche Notre-Dame-de-l’Assomption
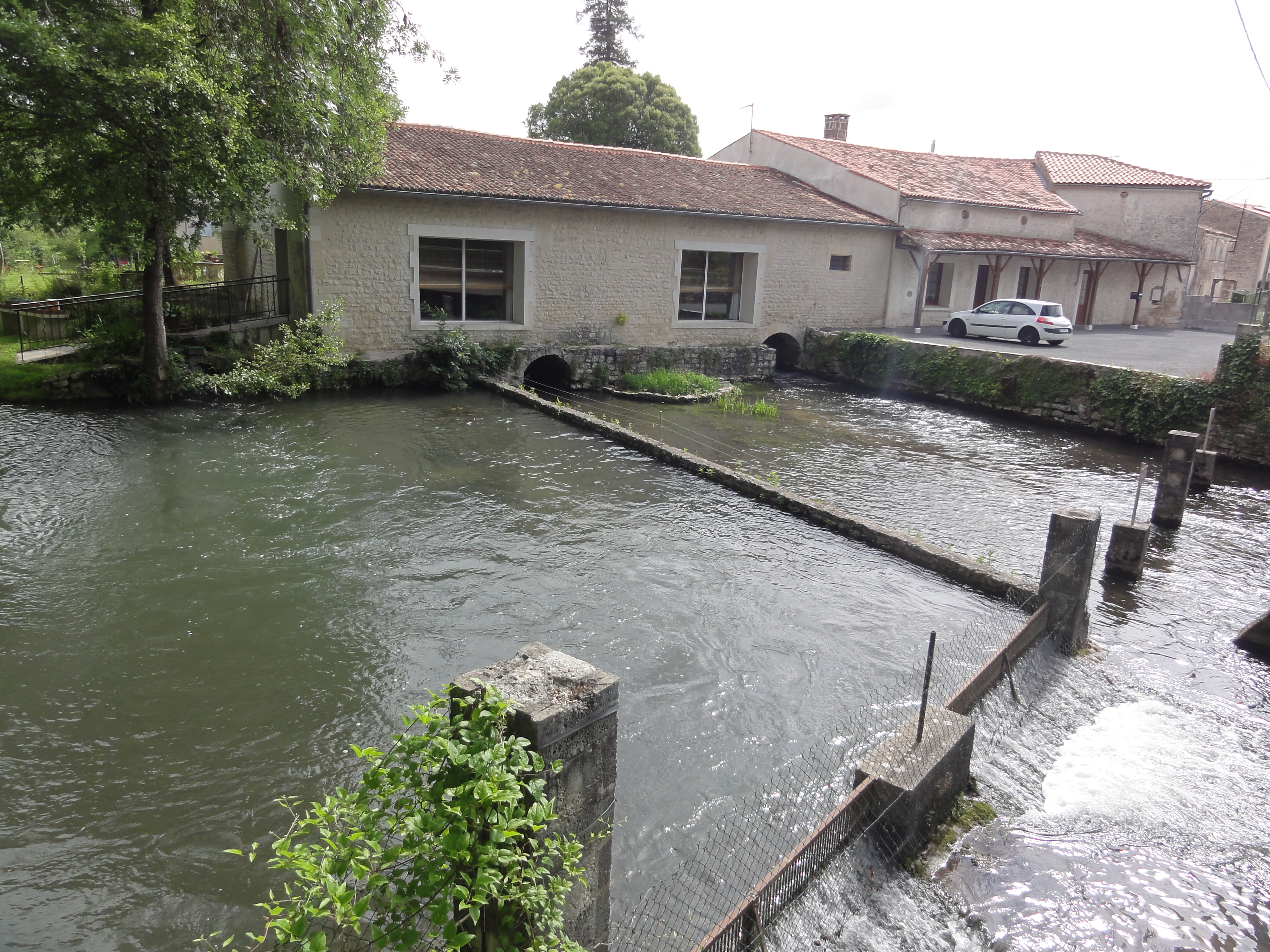
Wassermühle